# Mieczysław Orłowicz

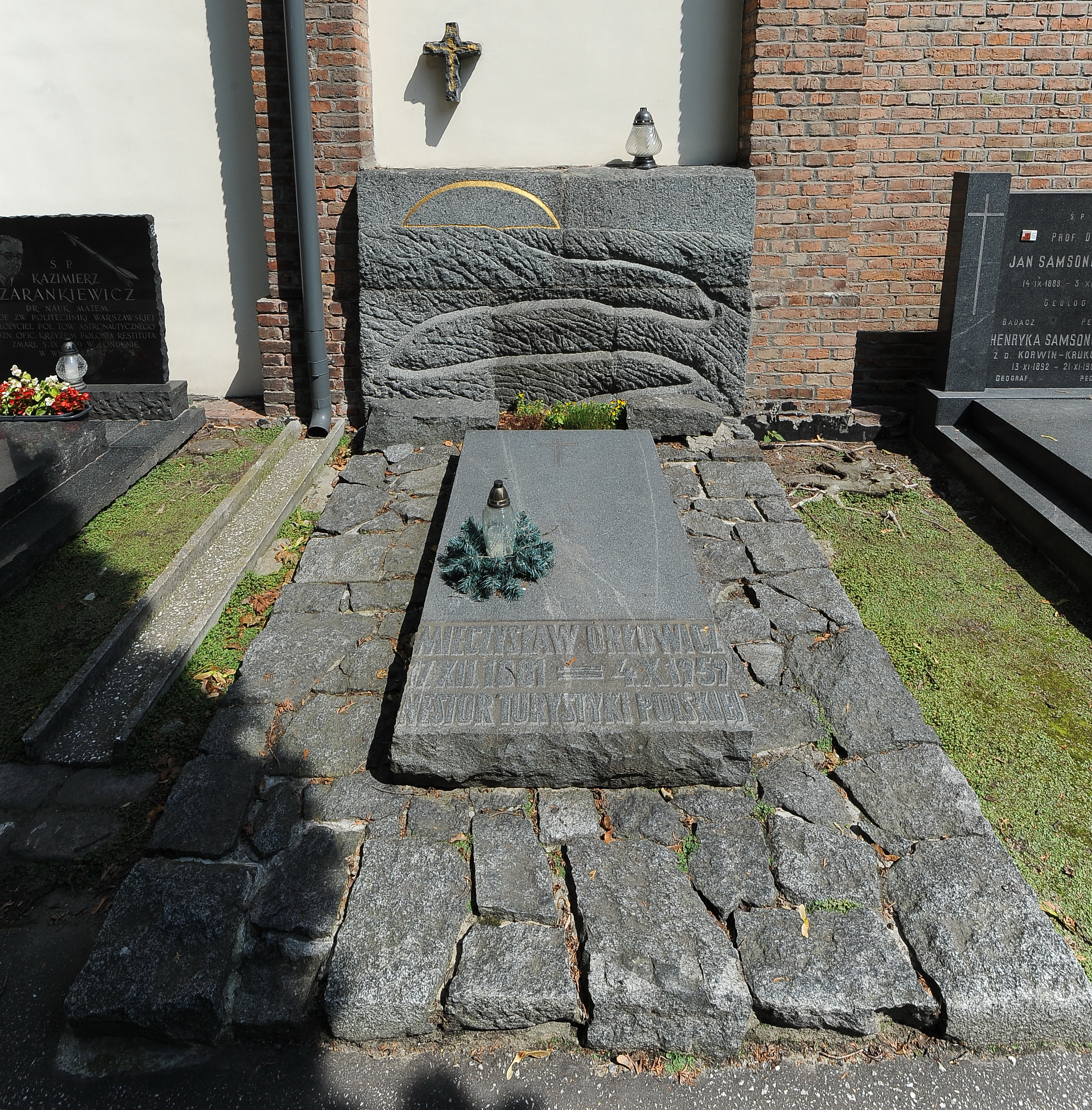
Nagrobek Mieczysława Orłowicza w alei zasłużonych na Starych Powązkach w Warszawie

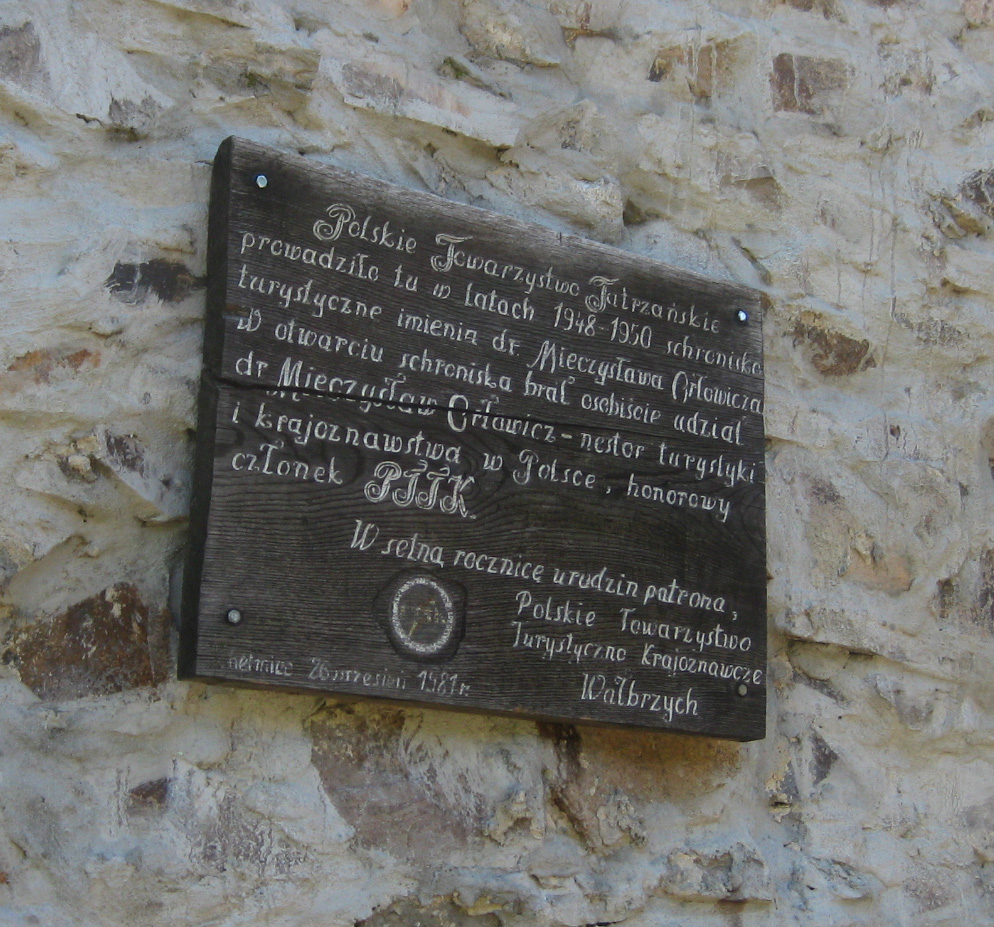
Tablica pamiątkowa na wieży widokowej na Chełmcu

Mieczysław Emil Orłowicz (ur. 17 grudnia 1881 w Komarnie, zm. 4 października 1959 w Warszawie) – polski doktor prawa, urzędnik ministerialny II Rzeczypospolitej i Polski Ludowej, z zamiłowania krajoznawca i popularyzator turystyki. Autor licznych przewodników turystycznych. Założyciel Akademickiego Klubu Turystycznego we Lwowie.

## Życiorys
W związku z pracą ojca, który był notariuszem, rodzina Orłowiczów często zmieniała miejsce zamieszkania, przenosząc się kolejno do Dębicy, Jarosławia, Sambora i Rymanowa. Znaczną część swojego dzieciństwa Mieczysław spędził w miasteczku Pruchnik niedaleko Jarosławia, u swojego dziadka Jana Krasickiego. Uczęszczał do gimnazjum w Jarosławiu, gimnazjum w Samborze i do kolegium jezuickiego w Chyrowie. Podczas pobytu rodziny Orłowiczów w Rymanowie (1895–1904) młody Mieczysław rokrocznie przyjeżdżał tam na wakacje. Na ten okres przypadły jego pierwsze spotkania z mapami (austriackie mapy wojskowe w skali 1:75 000) i przewodnikami turystycznymi (Przewodnik po austriackich kolejach państwowych), z którymi planował pierwsze samodzielne wycieczki górskie i bliższe podróże krajoznawcze. Młody Orłowicz przejawiał szczególne zainteresowanie geografią, historią, architekturą i etnografią okolic, w których aktualnie przebywał.
Absolwent Uniwersytetu Lwowskiego (ukończył prawo i historię sztuki). Był prezesem Akademickiej Ligi Antypojedynkowej we Lwowie. Był współzałożycielem Akademickiego Klubu Turystycznego we Lwowie (1906), oraz organizował pierwszy Komitet Olimpijski w Polsce. Był autorem ponad stu przewodników turystycznych. Propagował także turystykę w Bieszczadach Wschodnich, na terenach wschodnich II RP, zaprojektował też przebieg wschodniej części Głównego Szlaku Karpackiego (Szlak wschodniobeskidzki). Według stanu z 1914 był sekretarzem sekcji turystycznej Krajowego Związku Zdrojowisk i Uzdrowisk we Lwowie. Podczas I wojny światowej działał w komendzie skautowej, a w lipcu 1915 został komendantem skautu w Pradze powstałego przy tamtejszym Komitecie Wychodźców Galicyjskich.
Po odzyskaniu przez Polskę niepodległości został urzędnikiem ministerialnym: od czerwca 1919 do 1932 sprawował stanowisko kierownika Samodzielnego Referatu dla Spraw Turystyki w Departamencie Ogólnym Ministerstwa Robót Publicznych (od 1925 Departament Drogowy MRP), a od 1932 do 1939 w randze radcy był kierownikiem referatu w Wydziale Turystyki Ministerstwa Komunikacji i pełnił to stanowisko także w pierwszych latach Polski Ludowej, od 1945 do 1952. W latach 1926–1929 był sekretarzem generalnym Polskiego Komitetu Olimpijskiego. Był jednym z pomysłodawców ustanowienia Górskiej Odznaki Turystycznej.
Został pochowany na cmentarzu Powązkowskim w Warszawie (kwatera Aleja Zasłużonych-1-102).
Miał brata Zygmunta (1897–1954), nauczyciela wychowania fizycznego i działacza sportowego.
Materiały archiwalne Mieczysława Orłowicza znajdują się w PAN Archiwum w Warszawie pod sygnaturą III-92.

## Wybrana twórczość
- Ilustrowany przewodnik po Europie. Europa Wschodnia i Środkowa (Rosya, Austro-Węgry, Niemcy, Szwajcarya) (1914)
- Ilustrowany przewodnik po Przemyślu i okolicy (Przemyśl 1917)
- Ilustrowany przewodnik po Galicji, Bukowinie, Spiszu, Orawie i Śląsku Cieszyńskim (Lwów 1919)
- Jarosław. Jego przeszłość i zabytki (Lwów, Warszawa 1921)
- Ilustrowany przewodnik po Spiszu, Orawie, Liptowie i Czadeckiem (Lwów 1921)
- Ilustrowany przewodnik po Mazurach Pruskich i Warmii (Lwów 1923)
- Ilustrowany przewodnik po województwie pomorskiem (Lwów 1924)
- Ilustrowany przewodnik po Gdańsku wraz z terytorjum Wolnego Miasta (Warszawa 1928)
- Moje wspomnienia turystyczne (wybór i opracowanie: Ferens Wanda, przedmowa: Wroczyński Ryszard; wyd. Zakład Narodowy im. Ossolińskich, Wrocław – Warszawa – Kraków 1970)
- Ilustrowany przewodnik po Wołyniu (Łuck 1929)

Ilustrowany przewodnik po Mazurach Pruskich i Warmii był wznowiony w 1991 w ramach Biblioteki Borussii – seria wydawnicza Wspólnoty Kulturowej Borussii w Olsztynie. Jak napisał wcześniej o pierwszym wydaniu przewodnika Tadeusz Oracki, autor biografii Orłowicza „wymieniony przewodnik wobec braku odpowiedniego syntetycznego opracowania dziejów Warmii i Mazur, był przez wiele lat namiastką popularnej encyklopedii poświęconej tym regionom”. Opracowanie wznowionego wydania przez Grzegorza Jasińskiego, Andrzeja Rzempołucha i Roberta Trabę sprawiło, że przewodnik ten taką podręczną encyklopedią jest nadal.

## Ordery i odznaczenia
- Krzyż Oficerski Orderu Odrodzenia Polski – 27 listopada 1929[10] oraz 30 lipca 1948[11]
- Krzyż Kawalerski Orderu Odrodzenia Polski
- Złoty Krzyż Zasługi
- Medal Rodła (1988, pośmiertnie, na wniosek Komisji Historii i Tradycji ZG PTTK)[12]
- Odznaka „Przodownik Pracy” (1 maja 1952)[13]
- Odznaka „Zasłużony Działacz Kultury Fizycznej”
- Złota Honorowa Odznaka PTTK

## Upamiętnienie
W uznaniu zasług Mieczysława Orłowicza jego imieniem nazwano przełęcz w Bieszczadach Zachodnich (przełęcz M. Orłowicza) i  Główny Szlak Sudecki, prowadzący ze Świeradowa-Zdroju do Prudnika.
Dr Mieczysław Orłowicz jest patronem Oddziału PTTK w Przemyślu, który od 2001 organizuje Ogólnopolskie Rajdy Turystyczne im. dr. M. Orłowicza.
Imieniem Mieczysława Orłowicza nazwano ulice w Przemyślu, Warszawie, Jarosławiu, Wałbrzychu, Olsztynie i Wrocławiu.